# Karl Lueger

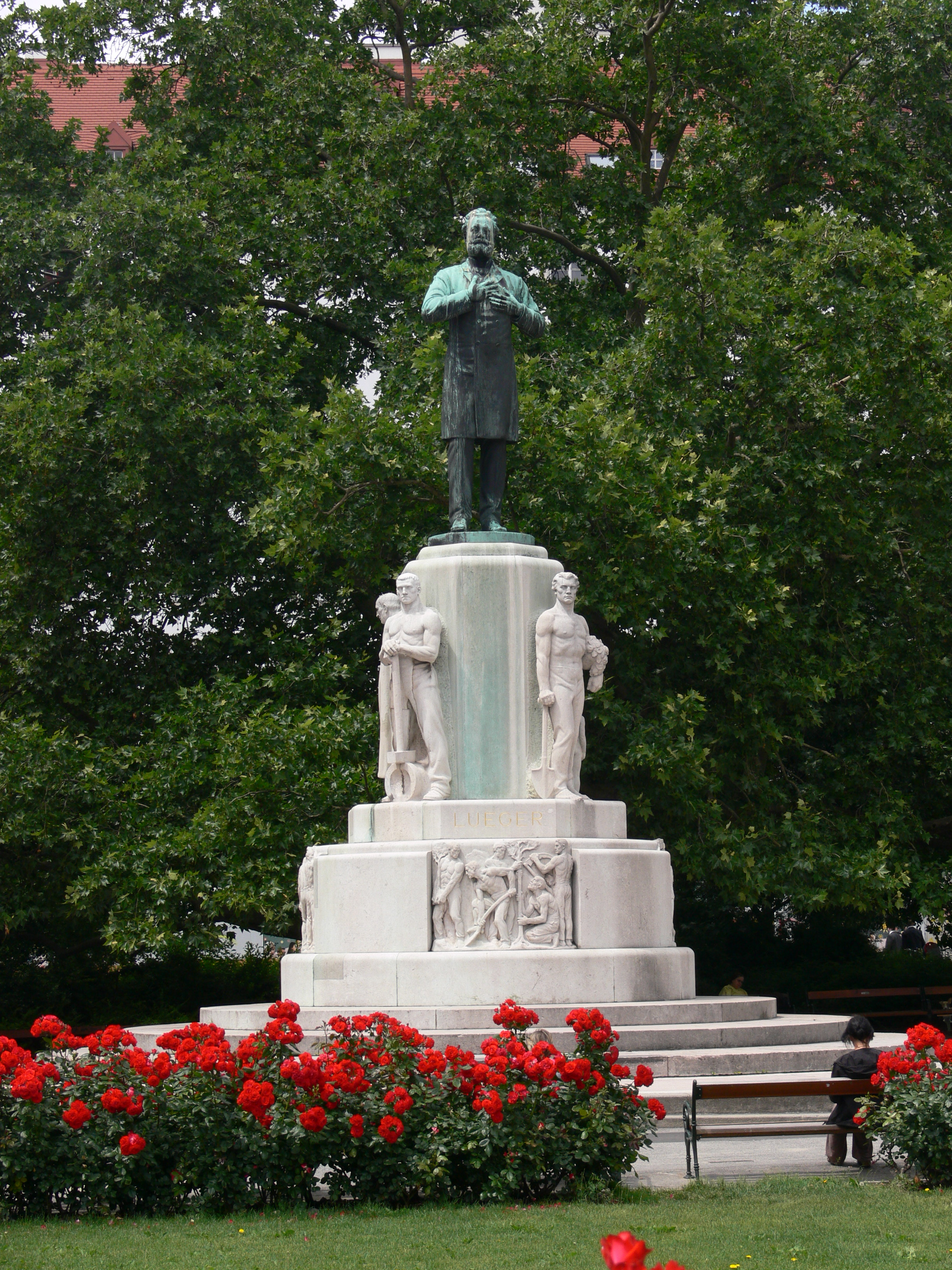
Karl Luegers staty i Wien.

Karl Lueger (uttal [luˈeːɡɐ], inte [ˈlyːɡɐ]), född 24 oktober 1844 i Wieden, Wien, död 10 mars 1910 i Wien, var en österrikisk politiker. Lueger grundade 1893 Kristligt-sociala partiet. Från 1897 till 1910 var han Wiens överborgmästare.

## Biografi
Lueger blev 1874 advokat och 1875 medlem av Wiens stadsfullmäktige ("Gemeinderat") samt bekämpade där först som demokrat, sedan som antisemitisk partiledare i det i Wien av judiska finansmän starkt påverkade tyskliberala partiet, vars kommunalförvaltning till följd av en rad stora finansskandaler erbjöd många angreppspunkter. Lueger valdes 1885 till deputerad i österrikiska riksrådet och 1890 till medlem av Nedre Österrikes lantdag samt blev i båda dessa församlingar ledare för ett snabbt växande antisemitiskt parti. Det nya kristligt sociala partiet hade i Wien sin styrka bland småhantverkarna, vilkas klass Lueger genom sin härkomst stod nära. Partiet knöt även förbindelser med kyrkomän samt bekämpade ungrarnas stora inflytande inom dubbelmonarkin. 
Lueger valdes 1895 först till vice borgmästare och därpå två gånger samma år till borgmästare i Wien trots motstånd från regeringen, som efter det första borgmästarvalet upplöste stadens Gemeinderat för att hindra hans ämbetstillträde. Kejsaren vägrade stadfästa Luegers val, men sedan han i april 1896 än en gång valts till borgmästare, kom det till en kompromiss, enligt vilken Lueger nöjde sig med viceborgmästarposten. I april 1897 valdes han åter till borgmästare, fick utan svårighet sitt val bekräftat och återvaldes sedan regelbundet. Lueger behärskade nu till sin död Wiens kommunalförvaltning, arbetade för stadens förskönande och genomdrev, att belysning, vattenledning, spårvägar med mera övertogs av kommunen efter att förut ha legat i händerna på stora bolag.
I Österrikes inre politik försökte Lueger under sina sista år förena olika partier till nationell samlingspolitik, särskilt i unionstvisterna med Ungern. Den korruption, som Lueger tidigare hade bekämpat, började emellertid insmyga sig i hans eget parti. De stora kommunala företagen krävde dryga skatter och var ej alltid finansiellt hållbara, och det kristligt sociala partiets välde i Wien föll redan året efter Luegers död. Medel till ett stort Luegermonument i Wien insamlades.